# Ашкилеу Мик (Клуж)
Ашкилеу Мик (рум. Ășchileu Mic) насеље је у Румунији у округу Клуж у општини Ашкилеу. Oпштина се налази на надморској висини од 399 m.

## Становништво
Према подацима из 2002. године у насељу је живело 403 становника.

### Попис2002.
| Расподела становништва по националности 2002.‍ | Расподела становништва по националности 2002.‍ | Расподела становништва по националности 2002.‍ | Расподела становништва по националности 2002.‍ | Расподела становништва по националности 2002.‍ |
| --------------------------------------------- | --------------------------------------------- | --------------------------------------------- | --------------------------------------------- | --------------------------------------------- |
|                                               |                                               |                                               |                                               |                                               |
| Румуни                                        | Румуни                                        |                                               | 299                                           | 74,2%                                         |
| Мађари                                        | Мађари                                        |                                               | 33                                            | 8,2%                                          |
| Роми                                          | Роми                                          |                                               | 71                                            | 17,6%                                         |